# ماركو ساو
ماركو ساو (بالإيطالية: Marco Sau)‏ (3 نوفمبر 1987 إيطاليا - ) هو لاعب كرة قدم إيطالي، يلعب كمهاجم.

## وصلات خارجية
ماركو ساو على موقع قاعدة بيانات كرة القدم.إي يو (الإنجليزية)
- ماركو ساو على موقع بيانات كرة القدم. دي إي (الألمانية)
- ماركو ساو على موقع ناشيونال فوتبول تيمز (الإنجليزية)
- ماركو ساو على موقع Soccerbase.com (لاعب) (الإنجليزية)
- ماركو ساو على موقع Soccerway.com (الإنجليزية)
- ماركو ساو على موقع عالم كرة القدم.نت (الإنجليزية)
- ماركو ساو على موقع AS.com (الإسبانية)